# Labanda
Labanda fue un grupo musical español de música celta y folk-rock, originario de Madrid. Aunque al final de su carrera grabaron alguna canción, su repertorio más característico consta de piezas instrumentales tradicionales o de inspiración tradicional, como Sueños diabólicos, arregladas en un estilo cercano al de los franceses Gwendal.  
El grupo, que se llamó en un primer momento La banda de Rory McGregor, se fundó en 1979 y se disolvió en 1986. En 1987 regresó con otra formación, permaneciendo Joaquín Blanco como único miembro de la primera formación.

## Miembros
La formación original de Labanda incluía los siguientes músicos: Luis Silva (mandolina), José María Silva (bajo), Pedro Guerrero (guitarra acústica), Joaquín Blanco (gaita, bombarda, flauta), Álvaro Domínguez (violín),  Josué Vea (guitarra eléctrica) y Carlos de Yebra (batería). Posteriormente, Antonio Vázquez Martín (batería), Aristóbulo Cuenca (guitarra eléctrica) y Jean Françoise André (violín) sustituyeron las bajas de los respectivos instrumentistas y se incorporó Víctor Ruiz (teclados). En el segundo disco Labanda contó con la colaboración de Rosendo Mercado.
Tras la disolución del grupo en 1986, Leonel Vignola, que había sido pipa, eventual guitarrista y técnico de sonido en la banda,  lideró una nueva formación en la que continuaron durante algún tiempo Joaquín Blanco y Jean Françoise André. Fueron miembros de esa formación Jorge Flaco Barral (bajo, banjo, bouzouki y mandolina), Eduardo Estrada (gaita, bombarda, flautas y bodhran), José Manuel Torrego (batería, percusión electrónica y darbouka), Sergio Cisneros (teclados y acordeón), Marcelo Beltrán (bajo), Víctor Ruiz (teclados), Terry Barrios (batería) y Luis Guti (dulzaina, gaita, flautas).

## Discografía
- Labanda (1980)
- Fiesta campestre (Rockmería) (1981)
- Un millón de kilómetros (Mini LP)  (1987)
- Buenos tiempos (1989)
- Rural Tour (1992)
- Serie master Cadena 100 (CD Maxi)  (1993)
- No todo es seda (1995)